# Exocelina kainantuensis
Exocelina kainantuensis är en skalbaggsart som först beskrevs av Michael Balke 2001.  Exocelina kainantuensis ingår i släktet Exocelina och familjen dykare. Inga underarter finns listade i Catalogue of Life.